# Noëlle Cordier
Noëlle Cordier (ur. 25 marca 1944 w Paryżu) – francuska wokalistka.

## Życiorys

### Kariera muzyczna
W 1967 roku Noëlle Cordier wygrała francuskie selekcje do Konkursu Piosenki Eurowizji z utworem „Il doit faire beau là-bas”, zostając tym samym reprezentantką Francji podczas konkursu w 1967 roku. Ostatecznie zajęła trzecie miejsce w koncercie finałowym, zdobywając 20 punktów. W 1978 roku wokalistka ponownie spróbowała swoich sił w krajowych eliminacjach, do których zgłosiła się z utworem „Tombe l'eau”. Ostatecznie zajęła w nich trzecie miejsce.

## Dyskografia

### Albumy studyjne
- 1966: Ballade en fa mineur, L'habit d'Arlequin, J’ai regardé, Les amants du printemps, Je cherche un ami… c’est tout
- 1967: Il doit faire beau là-bas, Alli Debe Haber Buen Tiempo
- 1968: Les moulins de mon coeur, Ce garçon, Cheese, La petite geisha, Ça peut t'arriver un jour, Les oiseaux, J'avais seize ans
- 1969: Ce n'est pas un matin pour se dire adieu, Ne t'impatiente pas, Rien crois-moi
- 1970: Comme on pourrait s'aimer, M'envoler vers toi, Ballade pour une rose, L'amour c'est ça, Nous n'aimerons jamais assez la vie
- 1973: La Révolution Française
- 1974: Tu t'en va
- 1975: Un amour comme le nôtre
- 1976: Ma maison devant la mer et Qu'est-ce que ça peut faire ?
- 1977: Mon cœur pour te garder, Comment est-elle, comment vit-elle ?
- 1978: Tombe l'eau, La toison d'or
- 1980: Qu'est-ce qu'une autre année ?, Un peu d'amour